# Cuhureștii de Jos, Florești
Cuhureștii de Jos este satul de reședință al comunei cu același nume  din raionul Florești, Republica Moldova.

## Demografie

### Structura etnică
Structura etnică a satului conform recensământului populației din 2004:
| Grup etnic         | Populație | % Procentaj |
| ------------------ | --------- | ----------- |
| Moldoveni / Români | 1.821     | 99,35%      |
| Ruși               | 9         | 0,49%       |
| Bulgari            | 3         | 0,16%       |
| Ucraineni          | 2         | 0,11%       |
| Total              | 1.835     | 100%        |

## Personalități
- Iustin Ștefan Frățiman (1870-1927), istoric român, membru corespondent al Academiei Române.